# Inteligência em porcos
Os estudos da inteligência em porcos têm demonstrado que tais animais são dotados de um aparato cognitivo capaz de lhes propiciar diversas ações que podem ser compreendidas como sinais de inteligência, como por exemplo aprender o funcionamento de espelhos e usar seu entendimento de imagens refletidas para visualizar seus arredores e encontrar alimento.